# 于爾根·佐普
于爾根·佐普（1988年3月29日—），愛沙尼亞男子職業網球運動員。

## 外部連結
- 于爾根·佐普（英文/西班牙文）的官方資料
- 于爾根·佐普的國際網球總會 職業／青少年 官方資料（英文）
- 于爾根·佐普的官方資料（英文）